# Кальбі (страва)
Кальбі або гальбі — корейська страва, яку готують на грилі з яловичих ребер. «Кальбі» означає «ребра», для точної вказівки на страву, на відміну від сирих ребер, використовується назва «кальбі куї» (досл. кальбі на грилі).

## Рецепт
Складники: яловичі ребра, часник, цукор, олія, гострий або чорний перець, лимон або лимонад, мед.

## Види Кальбі
- Тведжігальбі (돼지 갈비) — готується зі свинячих ребер, маринованих в корейському соєвому соусі (조선 간장). Також називається «меунтведжігальбі» (매운 돼지 갈비), що дослівно перекладається з корейської, як «гострі свинячі реберця».
- Даккальбі (닭 갈비) — варіант страви з використанням курячих стегенець. В якості приправи використовується паста кочхуджан.
- Токкальбі (떡 갈비) — з яловичих ребер.

## Походження
Слово кальбі походить від монгольського слово qarbing, що означає нижню частину живота. В Кореї вперше використовувалося за часів династії Чосон.

## Галерея

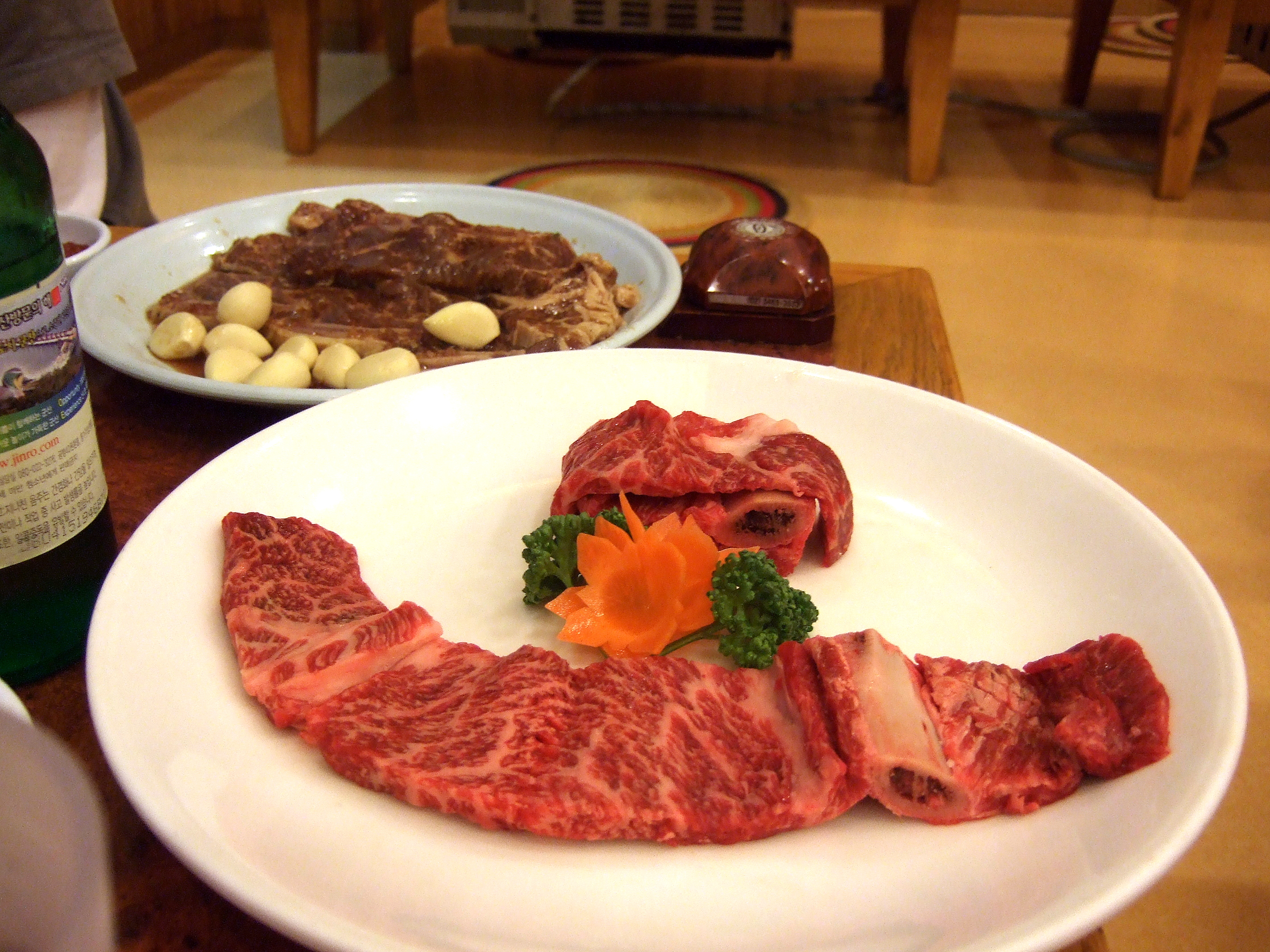
Мариновані і немарінованние кальбі
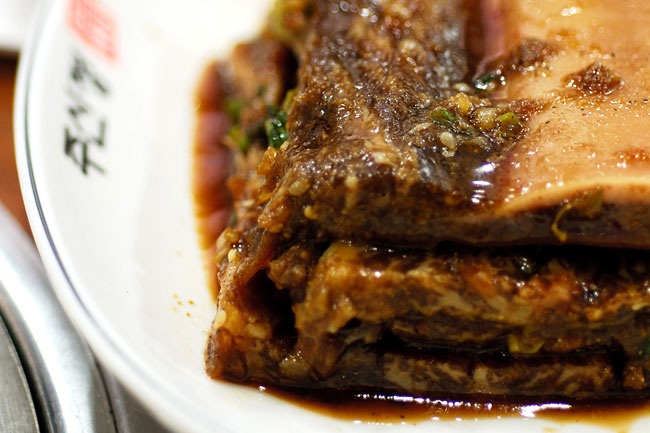
Мариновані кальбі до гриля
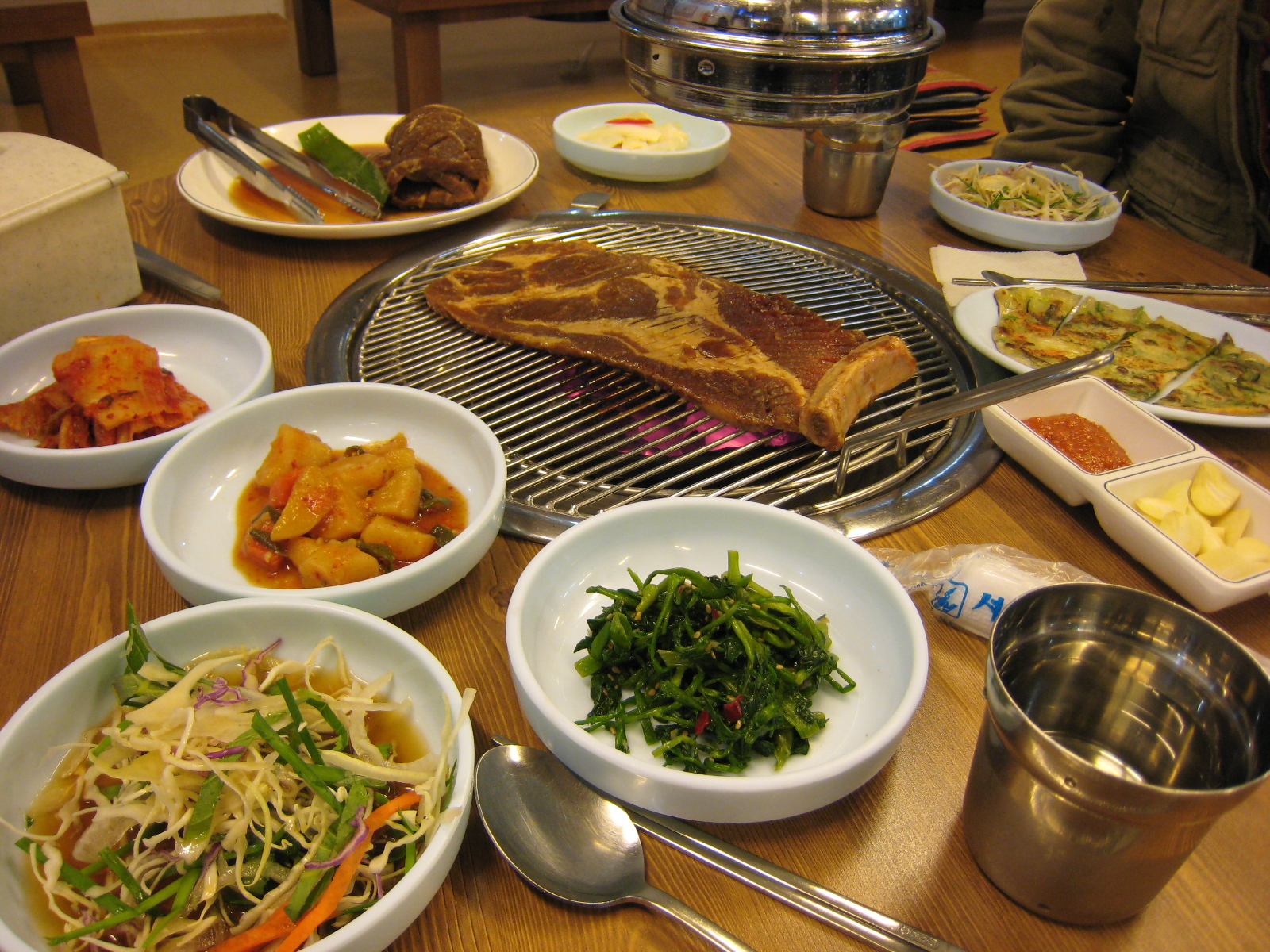
Кальбі з панчханами
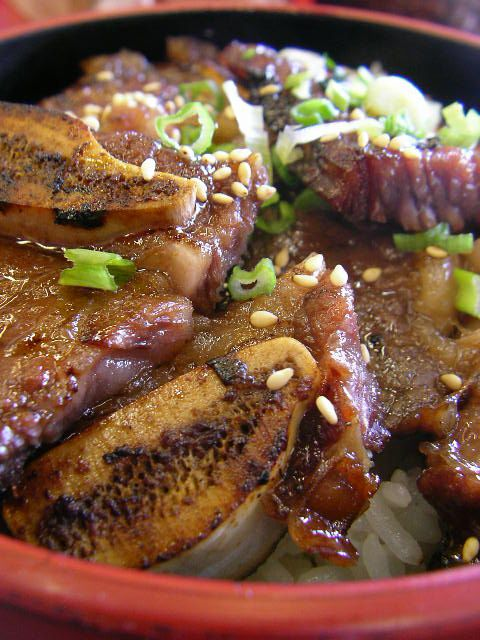
Сокальбі (소갈비) — яловичі ребра
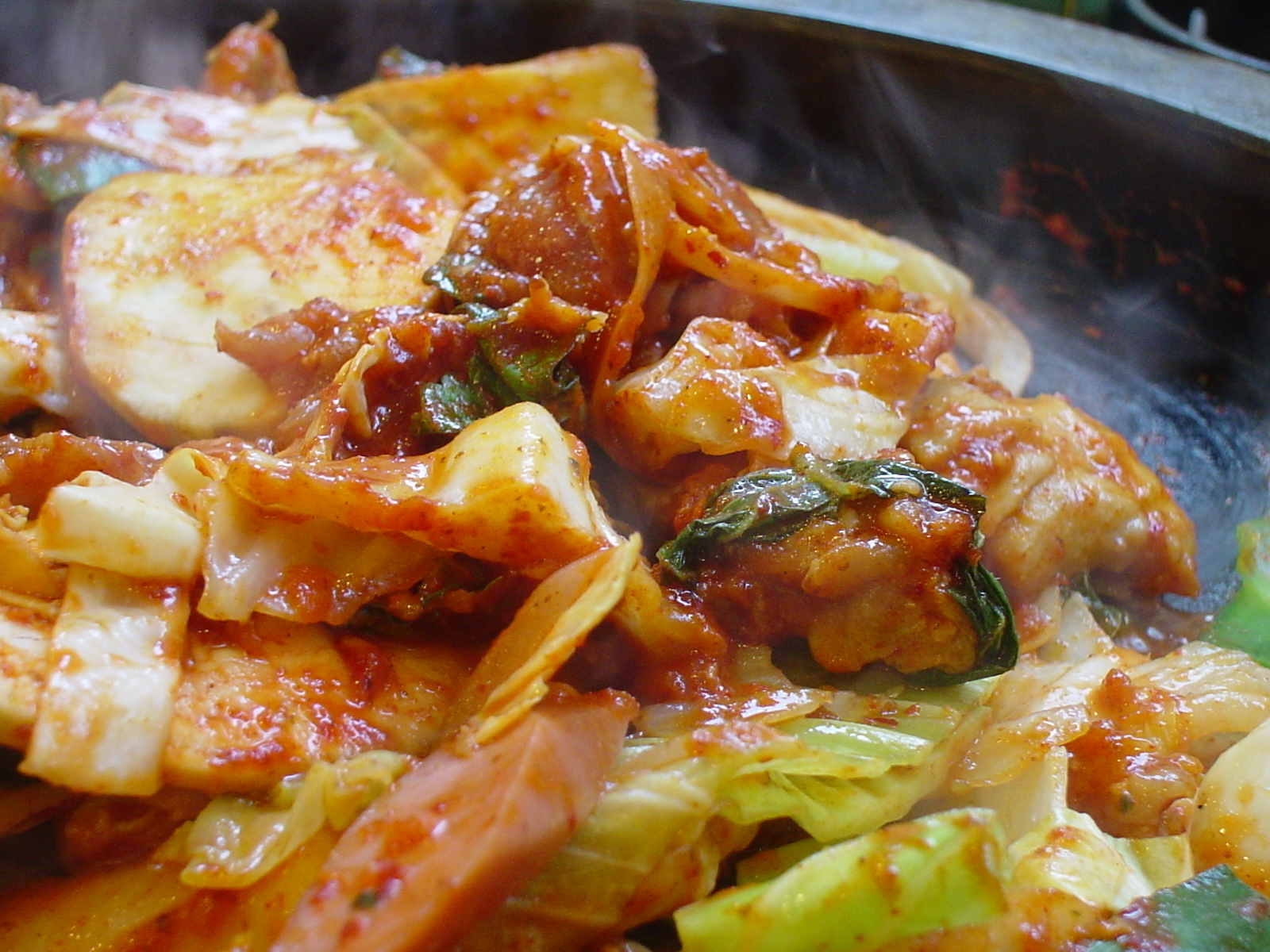
Так кальбі (닭 갈비) — курячі стегенця
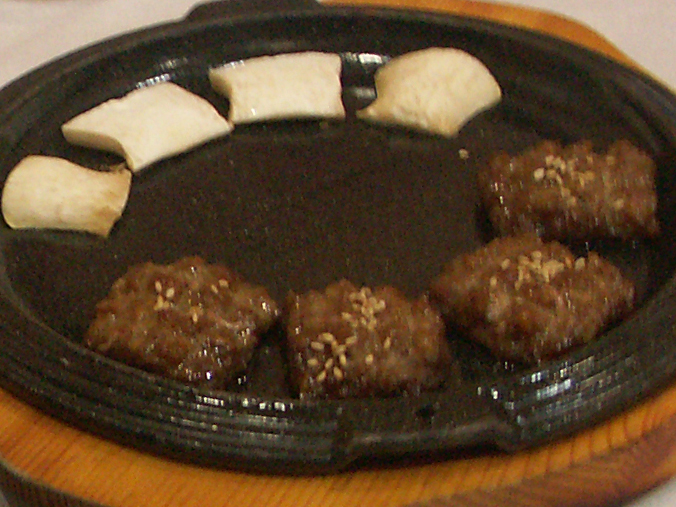
Тток кальбі  (떡갈비) — фрикадельки з кальбі
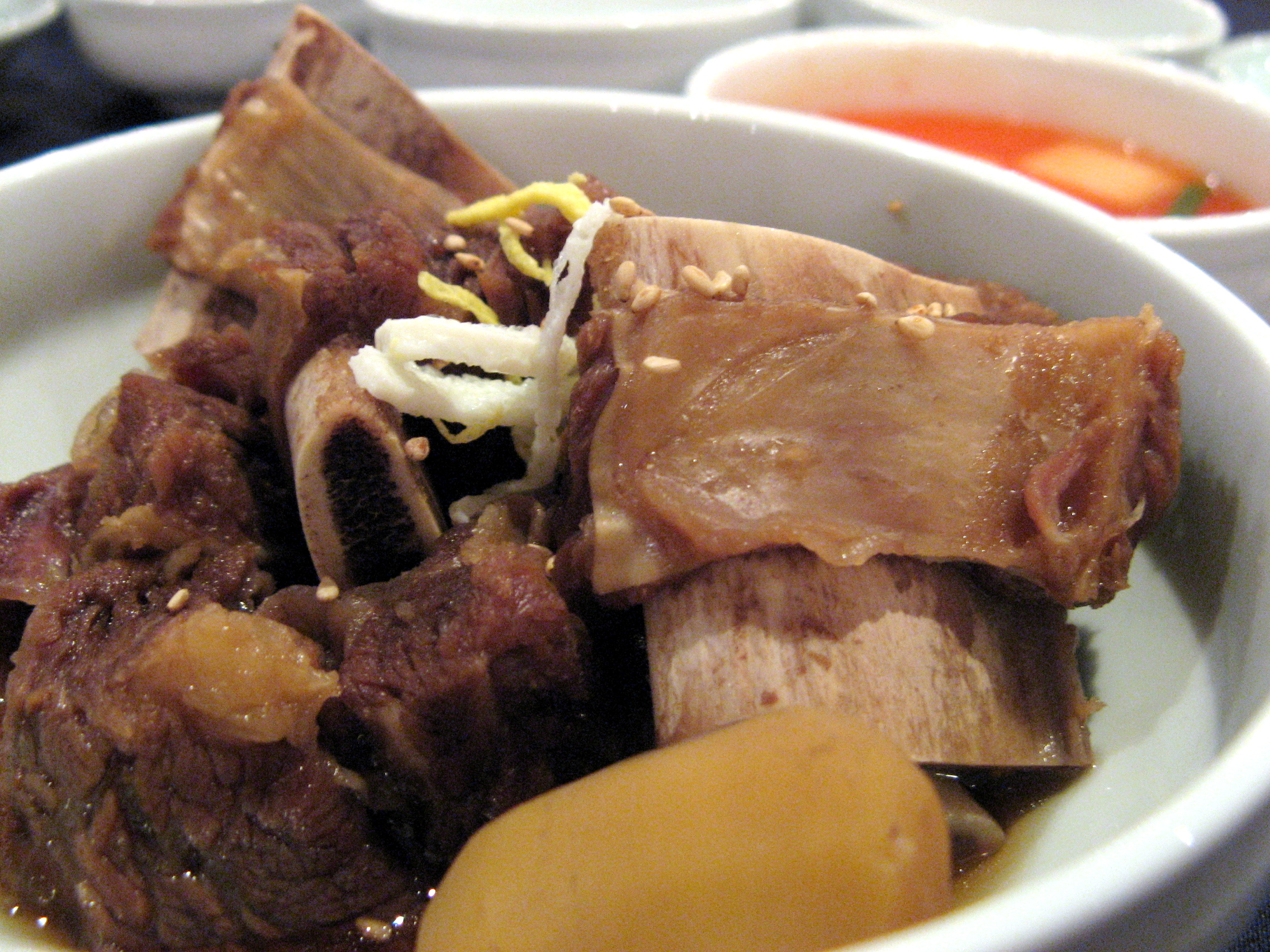
Кальбіччим, тушковані кальбі